# 옌스 포이크트
옌스 포이크트(독일어: Jens Voigt, 1971년 9월 17일~)는 독일의 자전거 경기 선수, 해설가이다. 1997년에 프로 선수가 되어 2014년까지 활동했으며, 2013년 투르 드 프랑스 최고령 참가 선수이다. 그는 투르 드 프랑스에서 구간 우승 2회 기록했으며, 크리테리윔 앵테르나시오날에서 5회(1999, 2004, 2007–2009) 우승을 차지했다. 독일 국가대표 선수로 활약하여 올림픽에 3회(200, 2004, 2008), 세계 선수권 대회에 8회 참가했다. 은퇴 직전인 2014년 9월에 아워 레코드 세계 기록을 갱신하며 선수 경력을 마감했다.
공격적인 라이딩 스타일로 잘 알려져 있으며, 그랜드 투어 종합 우승권과는 거리가 멀었으나 대중과 미디어를 대하는 상냥한 성격으로 많은 팬들을 두면서 컬트적인 인기를 얻었다.